# حامد بن زاید آل نهیان
حامد بن زاید آل نهیان تاجر اماراتی مدیر عامل و مدیر ارشد اجرایی سازمان سرمایه‌گذاری ابوظبی است.
او همچنین از اعضای خاندان آل نهیان حاکمان ابوظبی است.
شیخ حامد پسر شیخ زاید بنیان‌گذار و اولین رئیس‌جمهور امارات متحده عربی است.
در سال ۲۰۱۲، او در فهرست پنجاه نفرهٔ مهم‌ترین تاجران مجله بلومبرگ در رتبهٔ دوازدهم قرار گرفت.